# Pseudatrichia longurio
Pseudatrichia longurio är en tvåvingeart som först beskrevs av Friedrich Hermann Loew 1866.  Pseudatrichia longurio ingår i släktet Pseudatrichia och familjen fönsterflugor. Inga underarter finns listade i Catalogue of Life.